# Jiří Čtvrtečka
Jiří Čtvrtečka (2 de diciembre de 1942-4 de febrero de 2025) fue un deportista checoslovaco que compitió en piragüismo en la modalidad de aguas tranquilas.
Ganó tres medallas en el Campeonato Mundial de Piragüismo entre los años 1970 y 1975, y una medalla en el Campeonato Europeo de Piragüismo de 1967. Participó en tres Juegos Olímpicos de Verano entre los años 1968 y 1976, su mejor actuación fue un cuarto puesto logrado en México 1968 en la prueba C1 1000 m.

## Palmarés internacional
| Campeonato Mundial | Campeonato Mundial        | Campeonato Mundial | Campeonato Mundial |
| Año                | Lugar                     | Medalla            | Competición        |
| ------------------ | ------------------------- | ------------------ | ------------------ |
| 1970               | Copenhague (Dinamarca)    | Medalla de bronce  | C1 1000 m          |
| 1974               | Ciudad de México (México) | Medalla de bronce  | C2 500 m           |
| 1975               | Belgrado (Yugoslavia)     | Medalla de plata   | C2 500 m           |
| Campeonato Europeo |                           |                    |                    |
| Año                | Lugar                     | Medalla            | Competición        |
| 1967               | Duisburgo (RFA)           | Medalla de bronce  | C1 1000 m          |